# Lista över insjöar i Sverige med namn som innehåller Jaure

Spridning av sjöar med namn på -jaure etc i Sverige

Jaure (med versalt J) ingår i namnet på följande insjöar i Sverige som har Wikipedia-artikel:
- Aleb Illitj-Jaure, sjö i Arjeplogs kommun och Lappland 66°25′00″N 16°45′08″Ö / 66.41680°N 16.75219°Ö
- Alep Ramanj-Jaure, sjö i Arjeplogs kommun och Lappland 66°39′17″N 17°33′45″Ö / 66.65476°N 17.56256°Ö
- Anit-Jaure, sjö i Jokkmokks kommun och Lappland 67°21′22″N 18°05′38″Ö / 67.35607°N 18.09388°Ö
- Auratj-Jaure, sjö i Jokkmokks kommun och Lappland 66°13′39″N 19°54′36″Ö / 66.22747°N 19.91010°Ö
- Gaisatj-Jaureh, sjö i Arjeplogs kommun och Lappland 66°22′22″N 16°47′35″Ö / 66.37269°N 16.79300°Ö
- Juovatj-Jaure, sjö i Jokkmokks kommun och Lappland 66°12′28″N 20°04′42″Ö / 66.20765°N 20.07838°Ö
- Kaisatj-Jaure, sjö i Jokkmokks kommun och Lappland 67°34′43″N 16°29′38″Ö / 67.57870°N 16.49382°Ö
- Kuosasj-Jaure (Gällivare socken, Lappland, 748513-166406), sjö i Gällivare kommun och Lappland 67°24′43″N 19°38′14″Ö / 67.41185°N 19.63716°Ö
- Kuosasj-Jaure (Gällivare socken, Lappland, 750845-166357), sjö i Gällivare kommun och Lappland 67°37′36″N 19°38′54″Ö / 67.62667°N 19.64824°Ö
- Lietjit-Jaure, sjö i Jokkmokks kommun och Lappland 67°23′41″N 17°59′19″Ö / 67.39467°N 17.98870°Ö
- Luleb Illitj-Jaure, sjö i Arjeplogs kommun och Lappland 66°24′58″N 16°47′17″Ö / 66.41622°N 16.78800°Ö
- Lulep Ramanj-Jaure, sjö i Arjeplogs kommun och Lappland 66°38′47″N 17°35′15″Ö / 66.64632°N 17.58751°Ö
- Låpesj-Jaure, sjö i Gällivare kommun och Lappland 67°30′17″N 20°06′19″Ö / 67.50480°N 20.10529°Ö
- Nasas-Jaure, sjö i Jokkmokks kommun och Lappland 67°23′24″N 17°15′53″Ö / 67.38993°N 17.26481°Ö
- Njalatj-Jaure, sjö i Jokkmokks kommun och Lappland 67°18′08″N 18°34′37″Ö / 67.30226°N 18.57704°Ö
- Påutos-Jaure, sjö i Jokkmokks kommun och Lappland 67°32′36″N 17°29′40″Ö / 67.54339°N 17.49450°Ö
- Rätjat-Jaure, sjö i Jokkmokks kommun och Lappland 67°43′24″N 16°41′08″Ö / 67.72330°N 16.68544°Ö
- Seitatjärn-Jaure, sjö i Arjeplogs kommun och Lappland 66°38′32″N 16°44′39″Ö / 66.64213°N 16.74407°Ö
- Suottas-Jaure, sjö i Jokkmokks kommun och Lappland 67°31′37″N 17°36′17″Ö / 67.52687°N 17.60466°Ö
- Sårvatj-Jaure, sjö i Jokkmokks kommun och Lappland 66°14′49″N 19°07′30″Ö / 66.24681°N 19.12508°Ö
- Tjärrokäsj-Jaure, sjö i Gällivare kommun och Lappland 67°24′19″N 20°01′56″Ö / 67.40521°N 20.03219°Ö
- Vutnesj-Jaure, sjö i Kiruna kommun och Lappland 68°44′48″N 20°48′32″Ö / 68.74669°N 20.80883°Ö
- Åsotj-Jaure, sjö i Gällivare kommun och Lappland 67°05′55″N 20°24′13″Ö / 67.09856°N 20.40364°Ö